# HPL Engine
HPL Engine – silnik gry wyświetlający grafikę trójwymiarową stworzony przez Frictional Games. Silnik, którego nazwa powstała z inicjałów pisarza powieści grozy Howarda Phillipsa Lovecrafta, stworzono w 2004 roku dla dwuwymiarowej gry platformowej Energetic opublikowanej w 2005 roku. Obsługa grafiki trójwymiarowej została dodana później i zaprezentowano ją w 2006 roku w demie technologicznym Penumbra Tech Demo. W 2010 roku po zakończeniu akcji Humble Indie Bundle 1 pierwsza wersja silnika (HPL1) wraz z grą Penumbra: Przebudzenie zostały opublikowane jako otwarte oprogramowanie na licencji GPL 3.

## Cechy
HPL to wieloplatformowy silnik gry kompatybilny z bibliotekami OpenGL, OpenAL i Newton Game Dynamics. Jedną z charakterystycznych funkcji silnika jest możliwość zaawansowanej interakcji pomiędzy obiektami za pomocą kodu fizycznego Newton Game Dynamics.

### HPL Engine 1
Pierwszą wersję silnika HPL zademonstrowano w demie technologicznym Penumbra Tech Demo. Według twórców powstał na podstawnie dwuwymiarowego silnika użytego w grze platformowej Energetic. Do silnika dodano możliwość wyświetlania grafiki 3D, jednak może on być nadal użyty w celu renderowania grafiki 2D. Silnik pozwala też na używania zarówno statycznych, jak i dynamicznych cieni, dzięki czemu osoby ze słabszymi komputerami mogą doświadczyć efektów cieniowania bez konieczności renderowania ich dynamicznie.
Gra Penumbra: Przebudzenie była częścią pakietu Humble Indie Bundle, a gdy osiągnął on ponad milion dolarów przychodu, Przebudzenie zostało opublikowane na licencji GNU General Public License. Wraz z grą opublikowano także silnik i narzędzie programistyczne.
Tej wersji silnika HPL używają następujące gry:
- Penumbra: Przebudzenie
- Penumbra: Czarna plaga
- Penumbra: Requiem

### HPL Engine 2
Wersja HPL 2 posiadała wiele nowych funkcji i ulepszeń. W HPL 1 użyto systemu usuwania niewidocznych powierzchni (proces określający, które obiekty nie powinny być renderowane w celu zwiększenia wydajności), a HPL 2 używa dynamicznej techniki usuwania zwaną Coherent Hierarchical Culling. HPL 1 używa techniki Carmack's Reverse przy cieniowaniu, a HPL 2 korzysta z mapowania cieni. Silnik wyposażono też w nowe efekty, takie jak Screen Space Ambient Occlusion, proper decals i nową technikę renderowania o nazwie deferred shading. Powoduje to, że HPL 2 ma większe wymaganie sprzętowe, niż poprzednik.
Tej wersji silnika HPL używają następujące gry:
- Amnesia: Mroczny obłęd
- Amnesia: A Machine for Pigs

### HPL Engine 3
Wersja HPL 3 została użyta w najnowszej grze studia Soma. Nowościami są m.in.:
- globalne światło słoneczne wraz z cieniami, co pozwoli na generowanie w pełni oświetlonych scen plenerowych[9],
- wbudowane generowanie terenu i jego dynamiczny LOD[10],
- aktualizacja języka skryptowego,
- wsparcie DirectX.